# Jiří Kladrubský
Jiří Kladrubský, né le 19 novembre 1985 à České Budějovice en Tchécoslovaquie (aujourd'hui Tchéquie), est un footballeur international tchèque évoluant au poste d'arrière droit ou de milieu défensif.

## Biographie

### En club
Né à České Budějovice en Tchéquie, Jiří Kladrubský est formé par le club local du SK České Budějovice.
Lors de l'été 2007, Jiří Kladrubský rejoint l'un des clubs les plus importants du pays, le Sparta Prague.
Le 17 mai 2009 il sort blessé lors d'une victoire du Sparta en championnat face au Bohemians 1905 (1-0 score final). Touché sérieusement au genou gauche, son indisponibilité est estimée à six mois minimum.
Le 27 juin 2011, Jiří Kladrubský rejoint la Slovaquie pour s'engager en faveur du champion en titre, le ŠK Slovan Bratislava. Il signe un contrat de trois ans, soit jusqu'en juin 2014.
Kladrubský marque son premier but pour le Slovan Bratislava le 19 juillet 2011, lors d'une rencontre qualificative pour la Ligue des champions face au FK Tobol Kostanaï. Il ouvre le score sur une frappe lointaine et les deux équipes se neutralisent (1-1 score final).
Il s'installe directement comme un titulaire dans l'équipe et est sacré champion de Slovaquie lors de la saison 2012-2013.
Kladrubský quitte le Slovan Bratislava librement à l'été 2014, ne parvenant pas à se mettre d'accord pour une prolongation de contrat avec le club.
Le 18 juillet 2014, Kladrubský fait ainsi son retour au SK Dynamo České Budějovice, son club formateur. Les deux parties ont un accord pour le laisser partir libre en cas d'offre intéressante venue de l'étranger.

### En sélection
Jiří Kladrubský honore sa première sélection avec l'équipe nationale de Tchéquie le 21 novembre 2007, contre Chypre. Il entre en jeu à la place de Jaroslav Plašil et son équipe s'impose par deux buts à zéro.

## Palmarès
- Championnat de République tchèque : 2010
- Championnat de Slovaquie : 2013 et 2014
- Coupe de Slovaquie : 2013